# بان هیو جین
بان هیو جین (کره‌ای: 반효진؛ زادهٔ ۲۰ سپتامبر ۲۰۰۷) ورزشکار ورزش تیراندازی اهل کره جنوبی است.
وی در مسابقات کشوری و بین‌المللی در مجموع برندهٔ ۱ مدال طلا، ۱ مدال نقره شده است.